# Tour de France 2001
Den 88. udgave af Tour de France blev arrangeret i perioden 7. – 29. juli 2001.
Touren startede i Frankrig, men var i Belgien i løbet af den første uge. Afslutningen var på Champs-Élysées i Paris.
Den store favorit var den uretmæssige vinder fra 1999 og 2000, amerikaneren Lance Armstrong. Hans største konkurrent, som året før, ville sandsynligvis blive tyskeren Jan Ullrich. Andre kandidater var Joseba Beloki (Spanien), Christophe Moreau (Frankrig) og Francesco Casagrande (Italien).  Blandt de som ikke startede fordi deres hold ikke var taget ud, var schweizeren Alex Zülle, den italienske klatrer Marco Pantani og den italienske sprinter Mario Cipollini.
Armstrong vandt uretmæssigt sin tredje sammenlagte sejr i træk, mens Erik Zabel vandt pointkonkurrencen og dermed sin sjette grønne trøje i træk.

## Etaperne
| Etape     | Dag      | Start–Mål                      | km       | Etapesejr             |
| --------- | -------- | ------------------------------ | -------- | --------------------- |
| Prolog    | 7. juli  | Dunkerque                      | 8 (ITT)  | Christophe Moreau     |
| 1. etape  | 8. juli  | Saint-Omer – Boulogne-sur-Mer  | 198      | Erik Zabel            |
| 2. etape  | 9. juli  | Calais – Antwerpen             | 200      | Marc Wauters          |
| 3. etape  | 10. juli | Antwerpen – Seraing            | 199      | Erik Zabel            |
| 4. etape  | 11. juli | Huy – Verdun                   | 210      | Laurent Jalabert      |
| 5. etape  | 12. juli | Verdun – Bar-le-Duc            | 67 (TTT) | Crédit Agricole       |
| 6. etape  | 13. juli | Commercy – Strasbourg          | 220      | Jaan Kirsipuu         |
| 7. etape  | 14. juli | Strasbourg – Colmar            | 162      | Laurent Jalabert      |
| 8. etape  | 15. juli | Colmar – Pontarlier            | 220      | Erik Dekker           |
| 9. etape  | 16. juli | Pontarlier – Aix-les-Bains     | 185      | Sergej Ivanov         |
| 10. etape | 17. juli | Aix-les-Bains – L'Alpe d'Huez  | 208      | Lance Armstrong       |
| 11. etape | 18. juli | Grenoble – Chamrousse          | 32 (ITT) | Lance Armstrong       |
| Hviledag  |          |                                |          |                       |
| 12. etape | 20. juli | Perpignan – Ax-les-Thermes     | 166      | Felix Rafael Cardenas |
| 13. etape | 21. juli | Foix – Saint-Lary-Soulan       | 222      | Lance Armstrong       |
| 14. etape | 22. juli | Tarbes – Luz Ardiden           | 144      | Roberto Laiseka       |
| Hviledag  |          |                                |          |                       |
| 15. etape | 24. juli | Pau – Lavaur                   | 226      | Rik Verbrugghe        |
| 16. etape | 25. juli | Castelsarrasin – Sarran        | 224      | Jens Voigt            |
| 17. etape | 26. juli | Brive-la-Gaillarde – Montluçon | 200      | Serge Baguet          |
| 18. etape | 27. juli | Montluçon–Saint-Amand-Montrond | 61 (ITT) | Lance Armstrong       |
| 19. etape | 28. juli | Orléans – Évry                 | 160      | Erik Zabel            |
| 20. etape | 29. juli | Corbeil-Essonnes – Paris       | 150      | Jan Svorada           |

## Trøjernes fordeling gennem løbet
| Etape     | Gul trøje         | Bjergtrøje       | Pointtrøje        | Hvid trøje    |
| 01. etape | Christophe Moreau | (ingen)          | Christophe Moreau | Florent Brard |
| 02. etape | Christophe Moreau | Jacky Durand     | Erik Zabel        | Florent Brard |
| 03. etape | Marc Wauters      | Jacky Durand     | Jaan Kirsipuu     | Robert Hunter |
| 04. etape | Stuart O'Grady    | Benoit Salmon    | Erik Zabel        | Florent Brard |
| 05. etape | Stuart O'Grady    | Patrice Halgand  | Erik Zabel        | Florent Brard |
| 06. etape | Stuart O'Grady    | Patrice Halgand  | Erik Zabel        | Jörg Jaksche  |
| 07. etape | Stuart O'Grady    | Patrice Halgand  | Erik Zabel        | Jörg Jaksche  |
| 08. etape | Jens Voigt        | Patrice Halgand  | Stuart O'Grady    | Jörg Jaksche  |
| 09. etape | Stuart O'Grady    | Patrice Halgand  | Stuart O'Grady    | Jörg Jaksche  |
| 10. etape | Stuart O'Grady    | Patrice Halgand  | Stuart O'Grady    | Jörg Jaksche  |
| 11. etape | François Simon    | Laurent Roux     | Stuart O'Grady    | Oscar Sevilla |
| 12. etape | François Simon    | Laurent Roux     | Stuart O'Grady    | Oscar Sevilla |
| 13. etape | François Simon    | Laurent Roux     | Stuart O'Grady    | Oscar Sevilla |
| 14. etape | Lance Armstrong   | Laurent Jalabert | Stuart O'Grady    | Oscar Sevilla |
| 15. etape | Lance Armstrong   | Laurent Jalabert | Stuart O'Grady    | Oscar Sevilla |
| 16. etape | Lance Armstrong   | Laurent Jalabert | Stuart O'Grady    | Oscar Sevilla |
| 17. etape | Lance Armstrong   | Laurent Jalabert | Stuart O'Grady    | Oscar Sevilla |
| 18. etape | Lance Armstrong   | Laurent Jalabert | Stuart O'Grady    | Oscar Sevilla |
| 19. etape | Lance Armstrong   | Laurent Jalabert | Stuart O'Grady    | Oscar Sevilla |
| 20. etape | Lance Armstrong   | Laurent Jalabert | Erik Zabel        | Oscar Sevilla |
| Vinder    | Lance Armstrong   | Laurent Jalabert | Erik Zabel        | Oscar Sevilla |

- Wikimedia Commons har flere filer relateret til Tour de France 2001

| Cykling | Spire Denne artikel om cykling er en spire som bør udbygges. Du er velkommen til at hjælpe Wikipedia ved at udvide den. |